# Almanij
De Algemene Maatschappij voor Nijverheidskrediet, afgekort Almanij, was een Belgische holding op het gebied van financiële dienstverlening. Ze werd in 1931 opgericht en ging in 2005 in de KBC Groep op.

## Geschiedenis
Almanij werd op 1 november 1931 met een kapitaal van 120 miljoen Belgische frank opgericht als een initiatief van de katholieke Algemeene Bankvereeniging, een bank die in 1921 door de Volksbank van Leuven in Antwerpen werd opgericht. Dit gebeurde om de industriële belangen in België en Hongarije te hergroeperen. In 1934 droeg Almanij haar activiteiten als depositobank aan de Algemeene Bankvereeniging over. In 1935 ging de Middenkredietkas van de Boerenbond door de economische crisis bijna failliet, wat leidde tot de oprichting van de Kredietbank, waarvan Almanij aandeelhouder werd. De Boerenbond richtte zijn eigen netwerk van spaarbanken op (die in de jaren 1970 uitgroeiden tot de CERA Bank) in plaats van te vertrouwen op de Middenkredietkas, die nauw verbonden was met de Algemeene Bankvereeniging. In 1949 werd de Kredietbank Luxembourgeoise opgericht in Luxemburg, die zich specialiseerde in private banking.
In tegenstelling tot de andere portefeuillemaatschappijen verkocht Almanij haar industriële en commerciële participaties, meestal deelnemingen in familieondernemingen, om zich alleen nog met de financiële fector bezig te houden. Hierin onderscheidde Almanij zich van andere Belgische holdings.
In 1997 kreeg Almanij de controle over Gevaert, een investeringsmaatschappij die in 1981 door André Leysen werd opgericht om de opbrengsten van de verkoop van Agfa-Gevaert aan het Duitse bedrijf Bayer te beheren. In 2002 verwierf Almanij alle aandelen van Gevaert. In 1998 fuseerden de Kredietbank, CERA Bank en Assurantie van de Belgische Boerenbond tot de KBC Bank- en Verzekeringsgroep. In 2004 werden alle activiteiten buiten de KBC- en KBL-groepen overgedragen aan Gevaert.
De Almanij Groep bestond uit vier grote participaties:
- Gevaert (investeringsmaatschappij, onder andere voor 27,2% eigenaar van Agfa-Gevaert) (100%)
- Almafin (100%)
- KBC Bankverzekeringsgroep (69,18%)
- Kredietbank Luxemburg (78,60%)

29,69% van de aandelen van Almanij was vrij verhandelbaar aan Euronext Brussels. De overige aandelen waren in het bezit van een aantal ondernemingen. De grootste daarvan waren Almancora (28,64%), MRBB (16,62%) en Cera Holding (9,24%).
Op 23 december 2004 besloten de raden van bestuur van Almanij en KBC tot een fusie, wat zou neerkomen op een overname van Almanij door KBC Bankverzekeringsholding, met als naam voor de nieuwe fusiegroep KBC Groep. Deze fusie werd doorgevoerd in maart 2005. KBC Groep werd vanaf dan genoteerd op de beurs van Brussel.

## Bestuur
| Periode   | Voorzitter      |
| --------- | --------------- |
| 1978-1991 | Luc Wauters     |
| 1991-2005 | Jan Huyghebaert |